# COLOR A LIFE
『COLOR A LIFE』（カラー・エー・ライフ）は、2018年8月29日にavex traxから発売されたAAAの12枚目のオリジナルアルバム。

## 解説
- 前作『WAY OF GLORY』より約1年半ぶりとなるAAA12枚目のオリジナルアルバム。ファンミーティングツアー『AAA FAN MEETING ARENA TOUR 2018～FAN FUN FAN～』の初日公演でアルバムリリースが発表された[4]。
- 初回生産限定盤(CD+DVD+グッズ+スマプラ・CD＋Blu-ray＋GOODS＋スマプラ)、通常盤（CD＋DVD＋スマプラ・CD＋Blu-ray＋スマプラ・CD+スマプラ）の3形態で発売。
- 新曲9曲を含む全12曲で構成されている。
- 6人体制では、初のオリジナルアルバムになる。メンバーの個性などがそれぞれカラフルであり、その多様性をそのまま表現したアルバムだとメンバーは語っている[5]。また、何事にも挑戦するというルーツになぞり、今までとは違った曲やメンバー内での組み合わせのユニット曲など、アルバムのタイトル通り色とりどりな1枚になったとメンバーの西島隆弘がコメントしている[6]。
- AAA関連作品では、13作目のゴールド認定となった。
- 2019年12月31日付で脱退が決まった、浦田在籍時6人体制で最初で最後のアルバムとなった。
- 本作のリリースを記念し、GIF動画のプラットフォーム「GIFMAGAZINE」にAAAの公式チャンネルを開設した[7]。

## 収録曲

### CD
1. -prologue- (0:52)
作曲・編曲：Dj Another
  - 新録曲
  - インスト曲
  - 音が次曲へと繋がっている。
2. DEJAVU (5:00)
作詞：溝口貴紀 / 作曲：Dominique Rodriguez、Richard Garcia P.K.A ButtonPushers、Anne Judith Stokke Wik、Ronny Vidar Svendsen、Nermin Harambasic、Justin Philip Stein / Rap lyrics：Mitsuhiro Hidaka
  - 新録曲
  - 本アルバムのリード曲。ミュージック・ビデオのサビの部分ではDEJAVU”の“V”を現したVダンスが披露されている[8][9]。
  - 曲決めの際にスタッフ、メンバーが揃って気に入った曲である[6]。
  - 2018年8月24日、音楽番組「ミュージックステーション」に「No Way Back」以来、1年ぶり7回目の登場し、「DEJAVU」を披露した[10][11]。さらに同年の12月21日、初めてとなる「MUSIC STATION SUPER LIVE 2018」に、3ヶ月ぶり8回目の登場し、同じく「DEJAVU」を披露した[12]。
  - dヒッツ powered by レコチョクTVCMソング
3. No Way Back (3:44)
作詞：Mio Aoyama / 作曲・編曲：大西克巳 / Rap lyrics：Mitsuhiro Hidaka
  - 54thシングルの表題曲
  - 氷結(R)×AAA オリジナルWEBムービーソング
4. C.O.L (3:58)
作詞：Mio Aoyama / 作曲：Daniel Durn、Katrine "Neya" Klith、DJ first / Rap lyrics：Mitsuhiro Hidaka
  - 新録曲
  - Color Of Loveの頭文字である。
  - 小学館「CanCam10月号」TVCMソング
5. Tomorrow (4:51)
作詞：Kenn Kato / 作曲：Katrine "Neya" Klith、Ben Legit、Sebastian Owens / Rap lyrics：Mitsuhiro Hidaka
  - 新録曲
  - メンバーの宇野実彩子はこの曲の歌詞が気に入っており、1番アルバムで好きな曲に挙げている[6]。
  - 関西テレビ制作・フジテレビ系火9ドラマ『健康で文化的な最低限度の生活』主題歌
6. First Name（與・末吉） (3:35)
作詞：Emyli / 作曲：Kenji Kabashima、Takashige Tsukuda / 編曲：ArmySlick
  - 新録曲
  - 與真司郎が踊れる曲を作りたいと思っており、末吉秀太を誘ったことがきっかけでこの組み合わせとなった[6]。
7. -interlude- (0:36)
作曲・編曲：ats-
  - 新録曲
  - インスト曲
  - 音が次曲へと繋がっている。
8. Kiss The Sky (3:57)
作詞：森月キャス / 作曲・編曲：ats- / Rap lyrics：Mitsuhiro Hidaka
  - 新録曲
  - AbemaTV×メ～テレ共同制作ドラマ『星屑リベンジャーズ』主題歌
9. Gotta Love Me（西島・宇野・浦田・日高） (4:10)
作詞：小松レナ / 作曲：日比野裕史 / 編曲：ats- / Rap lyrics：Mitsuhiro Hidaka
  - 新録曲
10. Beat Together  (4:21)
作詞：溝口貴紀 / Rap lyrics：Mitsuhiro Hidaka / 作曲：五戸力 / 編曲：日比野裕史
  - 54thシングルのカップリング曲
  - ラグーナテンボス 夏キャンペーンソング、小学館『CanCam』10月号TVCMソング
11. LIFE (5:13)
作詞：小松レナ、森月キャス、leonn / 作曲：岩田秀聡、永野大輔 / 編曲：大西克巳、ats-
  - 55thシングルの表題曲
  - フジテレビ系月9ドラマ『民衆の敵〜世の中、おかしくないですか!?〜』主題歌、日成アドバンスTVCMソング
12. -epilogue- (1:07)
作曲・編曲：大西克巳
  - 新録曲
  - インスト曲

### DVD&Blu-ray
1. No Way Back (Music Clip)
2. LIFE (Music Clip)
3. DEJAVU(Music Clip)
4. No Way Back (Music Clip Making)
5. LIFE (Music Clip Making)
6. DEJAVU(Music Clip Making)

## チャートと売上
| チャート（2018年）              | 最高 順位 |
| ------------------------------- | --------- |
| Billboard Japan Hot Albums      | 1         |
| Billboard Japan Top Album Sales | 1         |
| Billboard Japan Download Albums | 3         |
| オリコン週間アルバムチャート    | 1         |

| チャート（2018年）              | 順位 |
| ------------------------------- | ---- |
| Billboard Japan Hot Albums      | 54   |
| Billboard Japan Download Albums | 81   |
| オリコン年間アルバムチャート    | 50   |

### 認定とセールス
| 国/地域                                             | 認定 | 認定/売上数                      |
| --------------------------------------------------- | ---- | -------------------------------- |
| 日本 (RIAJ)                                         | N/A  | 88,000（フィジカルCD) (オリコン) |
| * 認定のみに基づく売上数 ^ 認定のみに基づく出荷枚数 |      |                                  |